# Дмитро Полоцький
Дмитро Полоцький (? — 1733) — діяч київського магістрату, війт Києва в 1699—1733 роках.

## Життєпис
Походив із заможного київського міщанського роду. Син Данила Полоцького, війта Києва. Здобув гарну освіту, був знавцем права. У 1680-х роках обіймав посаду бурмистра. Перша письмова згадка про Дмитра відноситься до 1699 року. За повідомленням війта Яна Биковського вночі на ринку Дмитро Полоцький зазнав нападу з боку київських студентів, які пробили йому обухом голову; якби він не втік, то напевно загинув би.
13 жовтня 1699 року після відставки війта Федора Биковського відбулися нові вибори, на яким новим очільником Києва було обрано Дмитра Полоцького. 29 лютого 1700 року московський цар Петро I надав Полоцькому грамоту на затвердження на посаді. Після свого затвердження на уряді Дмитро Полоцький поїхав до Москви і звернувся з проханням до Петра I підтвердити Києву магдебурзьке право. Приводом до цієї скарги став конфлікт між магістратом і Києво-Могилянською академією. До прохання війта приєднався гетьман Іван Мазепа, який надав київській делегації проїжджого листа. Відповіддю стала царська грамота з підтвердженням прав і привілеїв Києва.
Повернувшись до міста, війт активно захищав інтереси київських міщан. Так, він отримав від Мазепи три універсали із забороною козацького шинкарювання. Документи зафіксували конфлікт Дмитра Полоцького з київським сотником Трохимом Климовичем через прагнення останнього записати до козацького реєстру міщан. Такі випадки траплялись у Києві й раніше, однак Дмитро Полоцький надав справі широкого розголосу, звернувшись до Мазепи. Справу було передано до козацького суду, який визнав скаргу війта справедливою. Постановою того ж суду було наказано, щоб козаки Київської сотні, які жили на міщанських ґрунтах, вносили «належную до ратуши куницю, если тая здавна предъ симъ зъ тихъ грунтовъ была отбирана повинность».
На початку XVIII століття Григорій Софонович, настоятель Церкви Успіння Пресвятої Богородиці, яку мав утримувати магістрат, скаржився Іванові Мазепі, що київський війт нічого не дає священикам і дияконам. У відповідь на спробу Софоновича добитися від магістрату відповідних коштів для церкви війт відібрав у нього землі на Преварці й місце на ринку. Вислухавши скарги настоятеля, Мазепа запропонував Дмитру Полоцькому задовольнити його скарги й належно утримувати церкву. Чим закінчився конфлікт — документи на показують. Ймовірно, Полоцький зумів досягти компромісу, оскільки мав добрі стосунки з гетьманом.
Під час Північної війни Дмитро Полоцький загалом підтримував діяльність Мазепи, проте відкрито переходити на його бік та шведського короля Карла XII не наважився. Водночас намагався зберегти права магістрату після запровадження 1708 року Київського генерал-губернаторства та Полтавської битви 1709 року. Оскільки гетьманська влада значно послабилася війт вимушений був домагатися підтвердження магдебурзького права від російського імператора, яке було надано 1710 року.
1713 року домігся від гетьмана Івана Скоропадського видання наказу київському полковнику Антону Танському не чинити перешкод війту Дмитру Полоцькому і магістрату у зборі помірного податку, прибутків від горілки. Також універсалом було звільнено київських різників від виплати індукти за худобу, що привозилося до міста.
Дмитро Полоцький посідав свій уряд за наступників Петра I — Катерини I, Петра II, Анни Іоанівни. В цей час тривале протистояння з генерал-губернаторами, що намагалися втручатися у справи, що були підвладні війту та магістрату. У 1727 та 1729 роках їздив до Москви з супліками до імператриці Катерини I стосовно зловживань генерал-губернатора Івана Трубєцького. 20 липня 1730 року отримав від гетьмана Данила Апостола універсал щодо підтвердження Полоцького київським війтом. Обставини і причина видання цього документа до кінця не зрозуміле.
У 1733 році Сенат видав указ Про збереження київським міщанам їх колишніх прав і вольностей і про буття їм під веденням гетьмана і київських губернаторів. Це значно обмежувала права магістрату і самоврядування. Утім, Полоцький уже не встиг змінити ситуацію, оскільки того ж року помер. Новим війтом став Кузьма Кричевиць.